# Montastruc (Alti Pirenei)
Montastruc è un comune francese di 271 abitanti situato nel dipartimento degli Alti Pirenei nella regione dell'Occitania.

## Società

### Evoluzione demografica
Abitanti censiti